# Zoeterwoude
Zoeterwoude es un municipio de la Provincia de Holanda Meridional, al oeste de los Países Bajos.